# Loriges
Loriges település Franciaországban, Allier megyében. Lakosainak száma 354 fő (2022. január 1.). Loriges Bayet, Marcenat, Paray-sous-Briailles, Saint-Didier-la-Forêt és Saint-Pourçain-sur-Sioule községekkel határos.

## Népesség
A település népességének változása:
| Lakosok száma | 296  | 271  | 323  | 299  | 355  | 358  | 350  | 349  | 348  | 354  |
|               | 1968 | 1982 | 1990 | 2006 | 2013 | 2015 | 2017 | 2019 | 2020 | 2022 |